# Leichtathletik-Länderkampf der Männer 1928 Deutschland – Schweiz
| 3. Leichtathletik-Länderkampf mit deutscher Beteiligung 1928 | 3. Leichtathletik-Länderkampf mit deutscher Beteiligung 1928 |
| ------------------------------------------------------------ | ------------------------------------------------------------ |
|                                                              |                                                              |
| Ländervergleich der Männer: Deutschland – Schweiz            |                                                              |
| Austragungsort                                               | Frankfurt am Main                                            |
| Wettbewerbe                                                  | 15                                                           |
| Datum                                                        | 2. September 1928                                            |
| 1. Deutschland 2. Schweiz                                    | 89 Punkte 43 Punkte                                          |
| Chronik                                                      |                                                              |
| ← GER-FRA (M)                                                | erster LK 1929:00 GER-ENG (F) →                              |

Der dritte Vergleich des Leichtathletik-Länderkampfjahres 1928 mit deutscher Beteiligung bestand in der bereits traditionellen Auseinandersetzung mit den Sportlern aus der Schweiz.
Gastgeber war die deutsche Stadt Frankfurt am Main. Die nun achte Begegnung mit den Schweizer Leichtathleten im insgesamt zwölften deutschen Länderkampf fand unter alleiniger Beteiligung von Männern am 2. September statt, demselben Tag wie der Ländervergleich mit Frankreich in Berlin. Deutschland trat hier mit einer zweiten Besetzung an und siegte mit 89 Punkten gegenüber 43 Punkten des Schweizer Teams.

## Modus
Die Regeln waren dieselben wie bei den letzten Aufeinandertreffen und wichen damit ab vom Wertungssystem des parallel stattfindenden Länderkampfs mit Frankreich. Jede Mannschaft trat in den Einzelwettbewerben mit je zwei Teilnehmern an. Doch hier erhielten die Sieger jeweils vier statt fünf Punkte, die Zweitplatzierten jeweils drei und die Drittplatzierten je zwei Punkte. Die Athleten auf dem jeweils vierten Rang kamen noch mit je einem Punkt in die Wertung. In den beiden Staffeln brachte Platz eins drei Punkte und Platz zwei einen Punkt.

## Legende
Kurze Übersicht zur Bedeutung der Symbolik – so üblicherweise auch in sonstigen Veröffentlichungen verwendet:
| k. A. | keine Angabe |

## Resultate

### 100 m
| Platz | Athlet          | Land | Zeit (s) |
| ----- | --------------- | ---- | -------- |
| 1     | Ernst Geerling  | GER  | 00010,8  |
| 2     | Eugen Eldracher | GER  | 00010,9  |
| 3     | Willy Weibel    | SUI  | 00011,0  |
| 4     | Rudolf Mägli    | SUI  | ca. 11,2 |

### 200 m
| Platz | Athlet          | Land | Zeit (s) |
| ----- | --------------- | ---- | -------- |
| 1     | Eugen Eldracher | GER  | 00021,9  |
| 2     | Hans Salz       | GER  | 00022,5  |
| 3     | Willy Weibel    | SUI  | 00022,8  |
| 4     | Adolf Meier     | SUI  | ca. 23,0 |

### 400 m
| Platz | Athlet            | Land | Zeit (s) |
| ----- | ----------------- | ---- | -------- |
| 1     | Otto Neumann      | GER  | 49,5     |
| 2     | Richard Krebs     | GER  | 50,0     |
| 3     | Viktor Goldfarb   | SUI  | 50,4     |
| 4     | Franz Rammelmeyer | SUI  | 50,5     |

### 800 m
| Platz | Athlet              | Land | Zeit (min) |
| ----- | ------------------- | ---- | ---------- |
| 1     | Paul Martin         | SUI  | 1:55,4     |
| 2     | Fredy Müller        | GER  | 1:57,0     |
| 3     | Wilhelm Tarnogrocki | GER  | 1:58,0     |
| 4     | Albert Schwebel     | SUI  | 1:59,0     |

### 1500 m
| Platz | Athlet           | Land | Zeit (min) |
| ----- | ---------------- | ---- | ---------- |
| 1     | Paul Martin      | SUI  | 4:07,3     |
| 2     | Fritz Schilgen   | GER  | 4:08,1     |
| 3     | Erich Sujatta    | GER  | 4:09,4     |
| 4     | Georges Nydegger | SUI  | k. A.      |

### 5000 m
| Platz | Athlet         | Land | Zeit (min) |
| ----- | -------------- | ---- | ---------- |
| 1     | Otto Kilp      | GER  | 15:30,9    |
| 2     | Hermann Helber | GER  | 15:46,1    |
| 3     | Hans Wehrli    | SUI  | 15:50,4    |
| 4     | Joseph Amrein  | SUI  | k. A.      |

### 110 m Hürden
| Platz | Athlet            | Land | Zeit (s) |
| ----- | ----------------- | ---- | -------- |
| 1     | Willi Welscher    | GER  | 15,0     |
| 2     | Heinrich Troßbach | GER  | 15,2     |
| 3     | Max Stauber       | SUI  | 15,8     |
| 4     | Alex Enderli      | SUI  | k. A.    |

### 4 × 100 m Staffel
| Platz | Besetzung       | Land                                                     | Zeit (s) |
| ----- | --------------- | -------------------------------------------------------- | -------- |
| 1     | Deutsches Reich | Hans Salz Eugen Eldracher Arthur Metzger Ernst Geerling  | 42,6     |
| 2     | Schweiz         | Alex Enderli Willy Weibel Adolf Meier Emmanuel Goldsmith | 42,8     |

### 4 × 400 m Staffel
| Platz | Besetzung       | Land                                                          | Zeit (min) |
| ----- | --------------- | ------------------------------------------------------------- | ---------- |
| 1     | Deutsches Reich | Carl Gerz Konrad Meisel Richard Krebs Otto Neumann            | 3:20,2     |
| 2     | Schweiz         | Franz Rammelmeyer Max Stauber Albert Schwebel Viktor Goldfarb | 3:27,8     |

### Hochsprung
| Platz | Athlet           | Land | Höhe (m) |
| ----- | ---------------- | ---- | -------- |
| 1     | Helmut Rosenthal | GER  | 1,83     |
| 2     | Fritz Huhn       | GER  | 1,78     |
| 3     | Schmidt          | SUI  | 1,70     |
| 3     | Ernst Antenen    | SUI  | 1,70     |

### Stabhochsprung
| Platz | Athlet            | Land | Höhe (m) |
| ----- | ----------------- | ---- | -------- |
| 1     | Fritz Werkmeister | GER  | 3,40     |
| 2     | Helmut Rosenthal  | GER  | 3,30     |
| 2     | Stengle           | SUI  | 3,30     |
| 2     | Gottfried Lüscher | SUI  | 3,30     |

### Weitsprung
| Platz | Athlet           | Land | Weite (m) |
| ----- | ---------------- | ---- | --------- |
| 1     | Rudolf Dobermann | GER  | 7,25      |
| 2     | Kurt Mölle       | GER  | 7,09      |
| 3     | Adolf Meier      | SUI  | 6,92      |
| 4     | Lusche           | SUI  | 6,19      |

### Kugelstoßen
| Platz | Athlet             | Land | Weite (m) |
| ----- | ------------------ | ---- | --------- |
| 1     | Emil Hirschfeld    | GER  | 15,57     |
| 2     | Ioannis Seraidaris | GER  | 14,02     |
| 3     | Werner Nüesch      | SUI  | 13,96     |
| 4     | Heinrich Vogler    | SUI  | 13,42     |

### Diskuswurf
| Platz | Athlet             | Land | Weite (m) |
| ----- | ------------------ | ---- | --------- |
| 1     | Arturo Conturbia   | SUI  | 43,70     |
| 2     | Richard Schauffele | GER  | 42,01     |
| 3     | Ioannis Seraidaris | GER  | 41,97     |
| 4     | Werner Nüesch      | SUI  | 39,12     |

### Speerwurf
| Platz | Athlet           | Land | Weite (m) |
| ----- | ---------------- | ---- | --------- |
| 1     | Hans Schnackertz | GER  | 62,36     |
| 2     | Jack Schumacher  | SUI  | 56,30     |
| 3     | Oskar Günther    | GER  | 54,15     |
| 4     | Würth            | SUI  | 51,71     |